# Superstudio
Superstudio fue un grupo arquitectónico italiano desarrollado entre los años 1966 y 1978. Enmarcado en el antidiseño, se fundó en Florencia en 1966, en paralelo al grupo Archizoom. Estaba compuesto por los arquitectos Adolfo Natalini, Piero Frasinelli y Cristiano Toraldo di Francia. 
Opuesto al racionalismo y a la primacía del diseño sobre la función social y cultural de la arquitectura, el antidiseño puso énfasis en el estudio de las necesidades de los individuos por sobre cualquier otra consideración. Inspirados en el Art Nouveau, el art déco, el pop-art y el arte kitsch, realizaron una serie de diseños de tono irreverente que cuestionaban la funcionalidad y buen gusto del diseño anterior. También concibieron proyectos de ciudades utópicas del futuro, donde la tecnología liberaría al ser humano del trabajo manual.